# Västra göl
Västra göl är en sjö i Sävsjö kommun i Småland och ingår i Lagans huvudavrinningsområde. Sjön är 1,5 meter djup, har en yta på 0,11 kvadratkilometer och befinner sig 213 meter över havet.

## Delavrinningsområde
Västra göl ingår i det delavrinningsområde (634780-143093) som SMHI kallar för Inloppet i Allgunnen. Medelhöjden är 230 meter över havet och ytan är 39,53 kvadratkilometer. Det finns ett delavrinningsområde uppströms, och räknas det in blir den ackumulerade arean 54,1 kvadratkilometer. Lillån (Degerå) som avvattnar avrinningsområdet har biflödesordning 3, vilket innebär att vattnet flödar genom totalt 3 vattendrag innan det når havet efter 231 kilometer. Delavrinningsområdet består mestadels av skog (77 %). Avrinningsområdet har 1,46 kvadratkilometer vattenytor vilket ger det en sjöprocent på 3,7 %.